# Agrotana
Agrotana là một chi bướm đêm thuộc họ Noctuidae.